# تنووا
تنووا (عبری: תנובה‎) شرکت صنایع غذایی اسرائیلی است، که در سال ۱۹۲۶ تأسیس شد.